# In principio
In principio (In principio erat verbum & verbum erat apud deum & deus erat verbum hocerat in principio apu deu) es el segundo disco de Arturo Meza.
Canciones: 
El Lado uno es del grupo "Nirgal Vallis",
su obra se llama "Y murió la tarde". 
El Lado dos es 
"In Principio..." de Arturo Meza y Maja Rustige. 
IN PRINCIPIO ERAT VERBUM & VERBUM ERAT APUD DEUM & DEUS ERAT VERBUM HOCERAT IN PRINCIPIO APUDEUM 
Créditos: 
Maja: Mantrams, campanas y cimbalos tibetanos. Arturo: Oglio, cuerdas pulsadas, mantrams y percusiones. 
Grabado en casa. Músico invitado: Alejandro González: Flauta. Producido por: Maja, Nora y Arturo. Portada: Jacob Hermelin y Samael A. Beor.

## Músicos
- Arturo Meza: sintetizadores, oglio, cuerdas pulsadas, mantrams y percusiones.
- Maja Rustige: mantrams, campanas y címbalos tibetanos.

- Datos: Q5914779